# María de las Mercedes Barbudo
María de las Mercedes Barbudo (1773 - 17 tháng 2 năm 1849) là một nhà hoạt động chính trị Puerto Rico, người phụ nữ Independentista đầu tiên trên đảo, và một "Freedom Fighter". Vào thời điểm đó, phong trào độc lập ở Puerto Rico có quan hệ với phiến quân Venezuela do Simón Bolívar lãnh đạo.

## Nhà hoạt động chính trị
Khi còn trẻ, Barbudo thành lập một cửa hàng may ở San Juan, chuyên bán nút, chỉ và quần áo. Cuối cùng bà đã thành công như một nhà cung cấp cho vay cá nhân. Bà giao dịch thương mại với Joaquín Power y Morgan, một người nhập cư đến Puerto Rico với tư cách là đại diện của Compañía de Asiento de Negros, nơi điều hành hoạt động buôn bán nô lệ trên đảo.
Barbudo xuất hiện trong các tuyên dương nổi bật, bao gồm các công dân đáng chú ý như Thuyền trưởng Ramón Power y Girust (con trai của Joaquín), Giám mục Juan Alejo de Arizmendi và nghệ sĩ Jose Campeche. Bà có một đầu óc phóng khoáng và như vậy thường sẽ tổ chức các cuộc họp với những người trí thức trong nhà bà. Họ đã thảo luận về tình hình chính trị, xã hội và kinh tế của Puerto Rico và Đế quốc Tây Ban Nha nói chung, và đề xuất các giải pháp để cải thiện phúc lợi của người dân.
Simón Bolívar và Chuẩn tướng Antonio Valero de Bernabé, được gọi là "Người giải phóng khỏi Puerto Rico", mơ ước tạo ra một châu Mỹ Latinh thống nhất, bao gồm Puerto Rico và Cuba. Barbudo được lấy cảm hứng từ Bolívar; bà ủng hộ ý tưởng độc lập cho hòn đảo và biết rằng Bolívar hy vọng sẽ thành lập một liên đoàn kiểu Mỹ trong số tất cả các nước cộng hòa mới độc lập của Mỹ Latinh. Ông cũng muốn thúc đẩy quyền cá nhân. Bà kết bạn và viết thư cho nhiều nhà cách mạng Venezuela, trong số đó có Jose María Rojas, người mà bà thường xuyên liên lạc. Bà cũng nhận được các tạp chí và tờ báo từ Venezuela, nơi duy trì lý tưởng của Bolívar.

## đọc thêm
- "María de las Mercedes Barbudo: Primera tees độc lập de Puerto Rico, 1773 Tắt1849"; bởi: Raquel Rosario Rivera; Nhà xuất bản: R. Rosario Rivera; 1. phiên bản ed (1997); ISBN 978-0-9650036-2-9
- "Mercedes"; bởi: Jaime L. Marzán Ramos; Nhà xuất bản: Biên tập viên Isla Negra; ISBN 978-9945-455-54-0.
- "Từ đêm giao thừa đến bình minh, Lịch sử phụ nữ trên thế giới, Tập IV: Các cuộc cách mạng và đấu tranh cho công lý trong thế kỷ 20"; của Marilyn Pháp; Nhà xuất bản: Báo chí Nữ quyền tại CUNY; ISBN 978-1-55861-584-7
- "Phụ nữ ở Mỹ Latinh và Caribê: Khôi phục phụ nữ vào lịch sử (Phục hồi phụ nữ theo lịch sử)"; bởi Marysa Navarro; Nhà xuất bản: Nhà xuất bản Đại học Indiana; ISBN 978-0-253-21307-5